# Baywatch – Hochzeit auf Hawaii
Baywatch – Hochzeit auf Hawaii ist ein US-amerikanischer Actionfilm von Douglas Schwartz aus dem Jahr 2003, in dem Rettungsschwimmer Mitch seine Freunde erkennen und vor dem Ertrinken retten muss. Der Film basiert auf der Fernsehserie Baywatch – Die Rettungsschwimmer von Malibu. Die Erstausstrahlung fand am 28. Februar 2003 im US-amerikanischen und kanadischen Fernsehen statt.

## Handlung
Mitch, Rettungsschwimmer in Los Angeles, hat eine Frau kennengelernt, die genauso wie seine ehemalige Arbeitskollegin und Freundin Stephanie aussieht. Er macht Allison erfolgreich einen Heiratsantrag. Seine ehemalige Frau Neely versucht vergeblich ihn zurückzugewinnen.
Allison und Mitch wollen auf Hawaii heiraten und vorher in der Ferienanlage von C.J. zusammen mit Mitchs Freunden Verlobung feiern. Neely versucht während der Feier vergeblich, Allison den Verlobungsring zu entreißen. Ihre Nachforschungen ergeben, dass Allison vorbestraft ist und ihr Gesicht verändern ließ. Als Mitch in Allisons Gesicht Narben entdeckt, gibt sie die plastischen Operationen zu. Ihr Komplize Sato, den Mitch zweimal ins Gefängnis gebracht hat, überwältigt ihn. Sato zeigt ihm auf Bildschirmen, dass er gerade mehrere Hochzeitsgäste langsam ertrinken lässt. Er will Mitch lebenslang quälen, anstatt ihn zu töten. Er gibt ihm die wenig wahrscheinliche Chance, seine Freunde und seinen Sohn zu retten.
Mitch schafft es alle vor dem Ertrinken zu retten. Sie werden erneut von Sato und Allison überfallen. Bei einem Kampf mit Mitch auf einem fahrenden Motorboot kommt Sato ums Leben, während seine Komplizin überwältigt werden kann. Der Film endet damit, dass C.J. ihren Angestellten Lorenzo heiratet.

## Hintergrund
Im Film kamen Darsteller verschiedener Staffeln der abgesetzten Fernsehserie Baywatch – Die Rettungsschwimmer von Malibu wieder zusammen.

## Bezug zur Serienhandlung
Mitch starb scheinbar am Ende der 10. Staffel bei einer Bootsexplosion, so dass er für den Film von den Toten auferstand.
Summer arbeitet bei Baywatch, obwohl sie am Ende der 4. Staffel gekündigt hat.
Neely arbeitet bei Baywatch, obwohl sie gegen Ende der 9. Staffel von ihren Arbeitskollegen vertrieben wurde, nachdem sie versucht hatte, ihre Vorgesetzte Alex Ryker als tablettenabhängig darzustellen.

## Kritik
„Fadenscheinig entwickelte Neuauflage einer einst erfolgreichen Fernsehserie, für die nahezu alle wichtigen Darsteller wieder verpflichtet werden konnten.“